# Khúc côn cầu trên cỏ tại Đại hội Thể thao châu Á 2002 – Giải đấu Nữ
Khúc côn cầu trên cỏ giải đấu nữ tại Đại hội Thể thao châu Á 2002 được tổ chức tại Sân vận động khúc côn cầu Gangseo, Busan từ ngày 5 tháng 10 đến ngày 11 tháng 10 năm 2002.

## Đội hình thi đấu
| Trung Quốc | Ấn Độ | Nhật Bản | Hàn Quốc |
| --- | --- | --- | --- |
| - Nie Yali - Long Fengyu - Chen Zhaoxia - Ma Yibo - Cheng Hui - Huang Junxia - Fu Baorong - Li Shuang - Tang Chunling - Zhou Wanfeng - Zhang Haiying - Hou Xiaolan - Chen Qiuqi - Wang Jiuyan - Zhang Shuang - Li Aili | - Tingonleima Chanu - Amandeep Kaur - Suman Bala - Suraj Lata Devi - Sita Gussain - Sumrai Tete - Pritam Rani Siwach - Mamta Kharab - Jyoti Sunita Kullu - Helen Mary - Masira Surin - Adline Kerketta - Kanti Baa - Manjinder Kaur - Saba Anjum Karim - Sanggai Chanu | - Rie Terazono - Keiko Miura - Akemi Kato - Yukari Yamamoto - Sachimi Iwao - Chie Kimura - Yuka Ogura - Sakae Morimoto - Kaori Chiba - Naoko Saito - Toshie Tsukui - Nami Miyazaki - Hiromi Hashimoto - Akiko Kitada - Erika Esaki - Mayumi Ono | - Park Yong-sook - Kim Yoon-mi - Lee Jin-hee - Yoo Hee-joo - Lee Seon-ok - Ki Sook-hyun - Kim Eun-jin - Lee Mi-seong - Oh Ko-woon - Kim Seong-eun - Kim Jin-kyoung - Cho Jin-ju - Lee Eun-young - Lim Ju-young - Park Jeong-sook - Kang Na-young |

## Kết quả
Tất cả các giờ đều là Giờ chuẩn Hàn Quốc (UTC+09:00)

### Vòng sơ loại

#### Vòng bảng
| VT | Đội          | ST | T | H | B | BT | BB | HS | Đ | Giành quyền tham dự   |
| -- | ------------ | -- | - | - | - | -- | -- | -- | - | --------------------- |
| 1  | Hàn Quốc (H) | 3  | 2 | 0 | 1 | 8  | 4  | +4 | 6 | Tranh huy chương vàng |
| 2  | Trung Quốc   | 3  | 2 | 0 | 1 | 5  | 2  | +3 | 6 | Tranh huy chương vàng |
| 3  | Nhật Bản     | 3  | 2 | 0 | 1 | 7  | 6  | +1 | 6 | Tranh huy chương đồng |
| 4  | Ấn Độ        | 3  | 0 | 0 | 3 | 2  | 10 | −8 | 0 | Tranh huy chương đồng |

| 5 tháng 10 năm 2002 12:30 |

| Trung Quốc       | 2–0     | Ấn Độ |
| ---------------- | ------- | ----- |
| Chen Z. 38', 61' | Báo cáo |       |

|  |

| 5 tháng 10 năm 2002 15:00 |

| Hàn Quốc                            | 3–2     | Nhật Bản             |
| ----------------------------------- | ------- | -------------------- |
| Kim E. 8' · Lee E. 29' · Lee M. 51' | Báo cáo | Iwao 44' · Saito 62' |

|  |

| 7 tháng 10 năm 2002 12:30 |

| Trung Quốc | 1–2     | Nhật Bản                 |
| ---------- | ------- | ------------------------ |
| Tang 42'   | Báo cáo | Ogura 33' · Morimoto 44' |

|  |

| 7 tháng 10 năm 2002 15:00 |

| Ấn Độ | 0–5     | Hàn Quốc                                           |
| ----- | ------- | -------------------------------------------------- |
|       | Báo cáo | Oh 32' · Kim J. 48' · Lee M. 59' · Kim E. 61', 67' |

|  |

| 9 tháng 10 năm 2002 12:30 |

| Hàn Quốc | 0–2     | Trung Quốc             |
| -------- | ------- | ---------------------- |
|          | Báo cáo | Zhou 45' · Chen Z. 63' |

|  |

| 9 tháng 10 năm 2002 15:00 |

| Ấn Độ                 | 2–3     | Nhật Bản                  |
| --------------------- | ------- | ------------------------- |
| Suman 59' · Jyoti 66' | Báo cáo | Miura 19', 69' · Kato 63' |

|  |

### Vòng tranh huy chương

#### Tranh huy chương đồng
| 11 tháng 10 năm 2002 12:00 |

| Nhật Bản          | 2–0     | Ấn Độ |
| ----------------- | ------- | ----- |
| Morimoto 29', 44' | Báo cáo |       |

|  |

#### Tranh huy chương vàng
| 11 tháng 10 năm 2002 15:00 |

| Hàn Quốc   | 1–2     | Trung Quốc           |
| ---------- | ------- | -------------------- |
| Kim S. 58' | Báo cáo | Chen Z. 38' · Fu 43' |

|  |

## Bảng xếp hạng cuối cùng
| Thứ hạng | Đội tuyển  | ST | T | H | B |
| -------- | ---------- | -- | - | - | - |
| 1        | Trung Quốc | 4  | 3 | 0 | 1 |
| 2        | Hàn Quốc   | 4  | 2 | 0 | 2 |
| 3        | Nhật Bản   | 4  | 3 | 0 | 1 |
| 4        | Ấn Độ      | 4  | 0 | 0 | 4 |